# Alkmaar '54 in het seizoen 1960/61
Het seizoen 1960/1961 was het zevende jaar in het bestaan van de Alkmaarse betaaldvoetbalclub Alkmaar '54. De club kwam uit in de Eredivisie en eindigde daarin op de 17e plaats, dit betekende dat de club rechtstreeks degradeerde naar de  Eerste divisie. Tevens deed de club mee aan het toernooi om de KNVB beker, hierin werd in de eerste ronde verloren van Haarlem (2–3).

## Wedstrijdstatistieken

### Eredivisie
|       | ADO   | Ajax  | DOS   | DWS/A | Elinkwijk | Sportclub Enschede | Feijenoord | Fortuna '54 | GVAV  | MVV   | NAC   | NOAD  | PSV   | Rapid JC | Sparta | VVV   | Willem II |
| ----- | ----- | ----- | ----- | ----- | --------- | ------------------ | ---------- | ----------- | ----- | ----- | ----- | ----- | ----- | -------- | ------ | ----- | --------- |
| Thuis | 0 – 2 | 2 – 0 | 1 – 4 | 2 – 1 | 2 – 1     | 2 – 1              | 2 – 4      | 1 – 1       | 1 – 1 | 0 – 0 | 3 – 0 | 0 – 0 | 1 – 2 | 1 – 1    | 0 – 0  | 2 – 4 | 1 – 2     |
| Uit   | 1 – 1 | 3 – 1 | 2 – 2 | 4 – 2 | 2 – 0     | 2 – 2              | 6 – 0      | 2 – 1       | 1 – 0 | 2 – 1 | 3 – 1 | 0 – 0 | 2 – 1 | 1 – 1    | 2 – 2  | 1 – 3 | 3 – 0     |

### KNVB Beker
| Groepsfase                                      | Alkmaar '54                            | 3 – 2         | ZFC                                                        |
| 14 augustus 1960 Plaats: Alkmaar Alkmaarderhout | Jan Visser 26', 57' Johan Engelsma 53' |               | Jos van Helvert of Henny van der Linde Henny van der Linde |
| Groepsfase                                      | Stormvogels                            | 2 – 2 (0 – 0) | Alkmaar '54                                                |
| 2 oktober 1960 Plaats: Velsen Schoonenberg      | Ko Bakker 67', 75'                     |               | 76' Siem Tijm 78' Johan Engelsma                           |
| Groepsfase                                      | Alkmaar '54                            | 0 – 1         | KFC                                                        |
| 30 oktober 1960 Plaats: Alkmaar Alkmaarderhout  |                                        |               | Henk van Vlierden                                          |
| Groepsfase                                      | VSV                                    | 1 – 2 (1 – 2) | Alkmaar '54                                                |
| 12 februari 1961 Plaats: Velsen Schoonenberg    | Olof Hendriksen 4'                     |               | 21' Arie Koopman 44' Jan Smidt                             |
| Eerste ronde                                    | Haarlem                                | 3 – 2 (1 – 1) | Alkmaar '54                                                |
| 1 mei 1961 Plaats: Haarlem Jan Gijzenkade       | Jaap Dorenbos 20', 68' De Ridder 83'   |               | 42', 51' Johan Engelsma                                    |

## Statistieken Alkmaar '54 1960/1961

### Eindstand Alkmaar '54 in de Nederlandse Eredivisie 1960 / 1961
| Stand | Gespeeld | Gewonnen | Gelijk | Verloren | Punten | Doelpunten voor | Doelpunten tegen |
| ----- | -------- | -------- | ------ | -------- | ------ | --------------- | ---------------- |
| 17e   | 34       | 6        | 12     | 16       | 24     | 39              | 61               |

### Topscorers
| #      | Naam           | Goal |
| ------ | -------------- | ---- |
| 1.     | Piet Buis      | 10   |
| 2.     | Tibor Lőrincz  | 9    |
| 3.     | Siem Tijm      | 8    |
| 4.     | Johan Engelsma | 5    |
| 5.     | Jan Kooge      | 3    |
| 6.     | Cor Blaauw     | 1    |
| 6.     | Henk Tijm      | 1    |
| 6.     | Wim Visser     | 1    |
| 6.     | Nico Wagemaker | 1    |
| Totaal | Totaal         | 39   |

| #      | Naam           | Goal |
| ------ | -------------- | ---- |
| 1.     | Johan Engelsma | 4    |
| 2.     | Jan Visser     | 2    |
| 3.     | Arie Koopman   | 1    |
| 3.     | Jan Smidt      | 1    |
| 3.     | Siem Tijm      | 1    |
| Totaal | Totaal         | 9    |

## Voetnoten
ADO ·
Ajax ·
Alkmaar '54 ·
DOS ·
DWS/A ·
Elinkwijk ·
Sportclub Enschede ·
Feijenoord ·
Fortuna '54 ·
GVAV ·
MVV ·
NAC ·
NOAD ·
PSV ·
Rapid JC ·
Sparta ·
VVV ·
Willem II